# Mô hình PASTA
Mô hình PASTA được phát triển bởi Theo Zweers, MSc Business Economics (Thạc sĩ khoa học kinh tế) , Erasmus University, Rotterdam vào tháng 6 năm 2015. PASTA là mô hình hỗ trợ xác lập các kế hoạch ở nhiều mức độ và tình huống khác nhau (được áp dụng nhiều nhất cho các kế hoạch truyền thông tiếp thị).  Có thể nói, mô hình PASTA chính là “mô hình con” của mô hình SOSTAC (PR Smith 1998) khi nó đã được điều chỉnh để có thể ứng dụng cho các trường hợp đặc biệt mà mô hình SOSTAC không khả thi để xây dựng kế hoạch.

## Lý do hình thành
Sự khác biệt giữa hoạch định tác chiến và hoạch định chiến lược là:
- Mục tiêu được xác lập cụ thể.  Với hoạch định chiến lược, mục tiêu được đề cập rõ ràng hơn trong một bản kế hoạch tác chiến
- Đặt tên rõ ràng cho một nhóm mục tiêu.
- Giai đoạn “Xác lập chiến lược” được xếp thứ tự ưu tiên khác so với hai loại hoạch định.
- Với hoạch định chiến lược, việc quản lý dự án sẽ được xem như là “kiểm soát” (control) trong khi đó đối với  hoạch định tác chiến sẽ được xem như là “đánh giá” (evaluation)

Mô hình SOSTAC, được phát triển bởi P. R. Smith, là một phương pháp được sử dụng để cung cấp cấu trúc để phát triển một kế hoạch. Phương pháp này ban đầu được phát triển để hỗ trợ quá trình hiện thực hóa kế hoạch tiếp thị và chủ yếu được sử dụng làm khuôn khổ cho việc tạo kế hoạch trực tuyến. Tuy nhiên, mô hình ấy có 2 điểm yếu, cụ thể như sau:
1. Thứ nhất, việc xác định vấn đề phải được coi là cố định và không phải là một phần của phương pháp luận. Vấn đề ở đây là doanh nghiệp sẽ bị đóng khung định hướng và quy mô của giải pháp.
2. Nhược điểm thứ hai của mô hình SOSTAC liên quan đến tính ứng dụng của mô hình, khi mô hình chỉ có thể phát huy hiệu quả đối với các hoạch định chiến lược (Strategic Planning) nhưng không khả thi đối với các hoạch định tác chiến  (Operational Planning). Việc xác định các mục tiêu trong một kế hoạch hoạt động sẽ diễn ra sau khi phân tích tình huống / môi trường chứ không phải từ trước khi triển khai.

Mô hình PASTA được điều chỉnh, phát triển để khắc phục nhược điểm của mô hình SOSTAC và thích nghi với những đặc điểm của hoạch định tác chiến.

## Các bước trong mô hình
Mô hình đưa ra một quy trình hợp lý để thể hiện kế hoạch tiếp thị thông qua 5 bước. Tên của mô hình SOSTAC được ghép bởi những chữ cái đầu của năm khía cạnh marketing cơ bản mà Theo Zweers đề ra
Problem Definition (Xác định vấn đề)
Analysis (Phân tích)
Strategy (Chiến lược)
Tactics (Chiến thuật)
Action (Hành động)

## Xác định vấn đề (Problem Definition)
Xác định vấn đề giúp doanh nghiệp cần phải có kiến thức về tổ chức, sản phẩm hoặc dịch vụ và mong đợi thực sự của khách hàng. Vì thế, doanh nghiệp phải xác định rõ ràng về các vấn đề:
Khách hàng muốn đạt được mục tiêu nào?
Những vấn đề có liên quan?
Những mục tiêu chiến lược nào là nền tảng cho sự phát triển của kế hoạch?

## Phân tích (Analysis)
Phân tích có thể được xem một cuộc kiểm tra tổng thể về tổ chức, người tiêu dùng hoặc khách hàng, sản phẩm (cung cấp) và cạnh tranh, bao gồm phân tích nội bộ và phân tích bên ngoài. 
Để phân tích nội bộ, điều quan trọng là đặt ra những câu hỏi mấu chốt đắt giá như:
Tổ chức là gì?
Ai làm gì?
Những vấn đề nào tổ chức đang có?
Khối lượng bán hàng, khách hàng, cuộc gọi và lưu lượng truy cập web của tổ chức là gì?
Điểm mạnh của công ty là gì?
Làm thế nào để công chúng nhận diện được tổ chức hoặc sản phẩm?
Các giá trị hữu hình và vô hình của sản phẩm (đề xuất giá trị) là gì?
Các phân tích bên ngoài được mở rộng hơn. Hầu hết các thông tin sẽ đến từ nghiên cứu thị trường hoặc thông tin hiện có và có sẵn trong tổ chức. Các câu hỏi được trả lời là:
Làm thế nào xác định được thị trường trong đó tổ chức đang hoạt động?
Có bao nhiêu người tiêu dùng sử dụng sản phẩm? Quy mô thị trường là gì?
Khách hàng hoặc người dùng là ai?
Những nhóm lợi ích nào là quan trọng?
Hành vi của người tiêu dùng là gì?
Quá trình ra quyết định liên quan đến sản phẩm trông như thế nào?
Các đối thủ cạnh tranh là ai?
Làm thế nào để các đối thủ cạnh tranh triển khai hành động trực tuyến?
Công cụ tìm kiếm nào là quan trọng?
Làm thế nào để người giới thiệu hành động?
Những diễn viên trực tuyến nào quan trọng?
Ai có thể là đối tác trực tuyến?
Các blog chính về chủ đề này là gì?

## Chiến lươc (Strategy)
Thuật ngữ "chiến lược" nên được xem xét trong bối cảnh của một hoạch định tác chiến. Sự phát triển của một chiến lược trong một hoạch định tác chiến bao gồm bốn mô-đun, phụ thuộc lẫn nhau. Các yếu tố xây dựng đó là: Target group (Nhóm mục tiêu), Objectives (Mục tiêu), Proposition (Đề xuất) và Positioning (Định vị).

### Target group (Nhóm mục tiêu)
Phân khúc người tiêu dùng nào quan trọng?
Làm thế nào là nhóm mục tiêu được xác định?
Nhu cầu của nhóm mục tiêu là gì?
Ở mức độ nào thì nhóm mục tiêu liên quan đến sản phẩm? Còn Đơn vị ra quyết định (DMU) thì sao?
Những lợi thế mà nhóm mục tiêu đang tìm kiếm là gì?
Điều gì là quan trọng đối với sản phẩm cho nhóm mục tiêu?
Những phương tiện truyền thông là đối tượng mục tiêu sử dụng?
Ai đang liên quan đến đối tác?
Làm thế nào là nhóm mục tiêu thường được thông báo?
Nhóm mục tiêu đọc là gì?
Các công cụ truyền thông và các kênh họ đang xem là gì?
Theo Thuyết Hành vi có kế hoạch [Theory of Planning Behaviour,Ajzen 1991], hành vi người dùng bị ảnh hưởng bởi những ý thức, thói quen, đặc điểm cá nhân,... của họ. Chính vì vậy, nhóm mục tiêu được nghiên cứu càng tốt, chiến lược có thể được thực hiện càng tốt. Có thể sử dụng nghiên cứu khảo sát đặt câu hỏi để thu thập thông tin. Tổ chức các cuộc thảo luận và phỏng vấn các thành viên của nhóm Target group đó hoặc đơn giản chỉ quan sát họ cũng có thể cung cấp nhiều dữ liệu có giá trị.
Có thể tạo mô tả bằng cách tạo hồ sơ khách hàng (Customer profile) dựa trên dữ liệu cá nhân (Personal Data) thu thập được, bao gồm "Công việc của khách hàng" (mô tả về những gì khách hàng muốn đạt được trong cuộc sống hàng ngày), "Lợi ích của khách hàng" (mô tả về kết quả mà khách hàng muốn đạt được và những lợi ích cụ thể mà họ muốn thấy) và "Những nỗi đau của khách hàng" (mô tả về kết quả tiêu cực, rủi ro và rào cản có liên quan đến công việc).

### Objectives (Mục tiêu)
Các mục tiêu tiếp thị / truyền thông có thể được chia thành ba loại: mục tiêu "Tiếp cận", mục tiêu "Quá trình" và mục tiêu "Hiệu quả".
Mục tiêu của Tiếp cận trong giao tiếp là tiếp cận các nhóm mục tiêu một cách hiệu quả và chính xác nhất. Đối với mục đích này, một phân khúc đối tượng và định nghĩa đối tượng tốt là cần thiết, cũng như hiểu biết sâu sắc về hành vi truyền thông của các phân khúc mong muốn.
Mục tiêu Quá trình là các điều kiện nên được thiết lập trước khi bất kỳ phương thức truyền thông nào trở nên có hiệu lực. Tất cả các phương thức truyền thông nên thu hút sự chú ý của nhóm mục tiêu, sau đó bị đánh giá thấp hoặc được đánh giá cao và được ghi nhớ.
Mục tiêu Hiệu quả là quan trọng nhất, vì các mục tiêu Tiếp cận chỉ đảm bảo làm rõ nhóm mục tiêu và các mục tiêu của Quá trình chỉ đảm bảo xử lý đủ thông điệp để thực hiện các mục tiêu Hiệu quả. Mục tiêu Hiệu quả là mục tiêu hành vi: Mua, tải xuống, đăng ký,... và là mục tiêu cuối cùng: tham gia vào mối quan hệ lâu dài, trung thành hoặc có được sự tăng trưởng về thị phần.

### Positioning (Định vị)
Định vị là việc tạo ra một vị trí đặc biệt so với các đối thủ cạnh tranh trong nhận thức của người tiêu dùng. Khi một tổ chức muốn xác định vị trí, điều quan trọng là phải thực hiện một phân tích cạnh tranh tốt.
Một tổ chức có thể chọn Định vị thông tin tập trung vào các thuộc tính và lợi ích chức năng của sản phẩm: sản phẩm là giải pháp tốt nhất hoặc giá cả hợp lý nhất hoặc điều khoản giao hàng là tốt nhất. Cũng có thể có sự lựa chọn của một vị trí chuyển đổi. Điều đó đáp ứng nhu cầu mua sản phẩm của khách hàng. Khi các sản phẩm có nhiều điểm tương đồng, Định vị chuyển đổi có thể cung cấp một giải pháp tốt. Ví dụ: các giá trị như "tính xã hội" và "sự tiện lợi" đang được sử dụng. Khi sử dụng Định vị hai mặt, các khía cạnh chức năng được kết nối với các giá trị và nhu cầu của khách hàng.

### Proposition (Đề xuất)
Đề xuất là một gói các sản phẩm và dịch vụ đại diện cho giá trị khách hàng.
Nếu nhóm mục tiêu được làm sáng tỏ, Định vị được xác định và rõ ràng những gì cần phải đạt được, thì có thể xác định một thông điệp và đề xuất giá trị trung tâm. Đề xuất tổng hợp có thể được tách thành sản phẩm, giá cả, phân phối (kênh nào?) và giá trị truyền thông. Giá trị Đề xuất được định hình bởi các lợi ích hữu hình và vô hình cho người tiêu dùng.
Trong thiết kế đề xuất giá trị (Osterwalder et al, 2014), đề xuất được hình thành bởi một danh sách "Sản phẩm và dịch vụ", "Người tạo nên tăng giá" (mô tả về cách ưu đãi tạo lợi thế cho khách hàng) và "Thuốc giảm đau" (mô tả về cách thức cung cấp làm giảm bớt nỗi đau của khách hàng cụ thể).

## Chiến thuật (Tatics)
Xác lập chiến thuật là xác định thiết bị, công cụ và kỹ thuật nào sẽ được sử dụng.
Các công cụ này có thể là các phương tiện truyền thông truyền thống như in ấn (báo và tạp chí) và truyền hình, được tăng cường bởi các thiết bị kỹ thuật số (máy tính để bàn, máy tính xách tay, máy tính bảng và đặc biệt là điện thoại thông minh có truy cập Internet).
Về phần các kênh thì có kênh truyền thống như quảng cáo, khuyến mại (kích hoạt thương hiệu, thư trực tiếp và quảng cáo bán lẻ, được tăng cường bởi các kênh Internet điển hình như trang web, ứng dụng, tiếp thị qua email, quảng cáo và tiếp thị di động.
Các kỹ thuật thì có các kỹ thuật chuyên môn mới trên Internet, chẳng hạn như tiếp thị công cụ tìm kiếm (truy xuất nguồn người dùng truy cập), nhắm mục tiêu theo hành vi (cung cấp thông tin dựa trên hành vi của người dùng) và tiếp thị liên kết ("người bán" được thưởng dựa trên đơn vị bán). 
Trong giai đoạn xác lập chiến thuật, các thiết bị, công cụ và kỹ thuật sẽ được cân nhắc để xác định cái nào có thể được sử dụng để đạt được mục tiêu trong chiến lược.

## Action (Hành động)
Hành động đề cập đến cách tạo thời gian biểu, xác định ngân sách và quyết định nhân lực có chuyên môn xử lý công việc.
Thời gian: Lập thời gian biểu
Tiền: Ngân sách có thể được sử dụng như thế nào? Những kênh nào được chọn để triển khai?
Con người: Ai có chuyên môn để thiết kế, triển khai một công cụ? Hay là thuê ngoài?
Khi tất cả các công cụ và tài nguyên đã được thiết lập, nội dung của các công cụ sẽ được phát triển để trực tiếp thể hiện các thông điệp. Để làm được điều này, doanh nghiệp cần  phải tập trung vào từng hạng mục trong kế hoạch: Quảng cáo (ví dụ: Google AdWords) phải được tạo, chiến dịch email phải được thiết kế, trang web phải được phát triển,... 